# Endophragmiella novae-zelandiae
Endophragmiella novae-zelandiae är en svampart som beskrevs av S. Hughes 1978. Endophragmiella novae-zelandiae ingår i släktet Endophragmiella och familjen Helminthosphaeriaceae.   Inga underarter finns listade i Catalogue of Life.